# 栃折久美子
栃折 久美子（とちおり くみこ、1928年12月7日 - 2021年6月25日）は、日本の装幀家、製本工芸家、エッセイスト。

## 来歴
東京生まれ。東京女子大学卒業。
筑摩書房に勤務ののち、1967年に退社。フリーの製本家となる。森有正を知り、以後森の死去まで恋愛関係にあった。
1972年、ベルギー国立高等視覚芸術学校でルリユール（（仏語））と呼ばれる製本技術を学び、帰国後は後進の指導にも当たった。1975年国井喜太郎賞受賞、1981年、国際製本家協会よりマイスターの認定を受け正会員となる。1985年、国際女流芸術文化協会連盟の現代芸術展審査員賞受賞。
エッセイストとしては、2003年に『森有正先生のこと』を刊行した。
2021年6月25日、老衰のため死去。92歳没。

## 著書
- 『モロッコ革の本』（筑摩書房） 1975、のち集英社文庫、ちくま文庫 - 大活字本
- 『製本工房から』（冬樹社） 1978、のち集英社文庫
- 『えほんをつくる』（大月書店） 1983 ISBN 4272611054
- 『手製本を楽しむ』（大月書店） 1984 ISBN 4272610023
- 『装丁ノート』（創和出版） 1987 ISBN 491566113X
- 『ワープロで私家版づくり』（創和出版） 1996 ISBN 4915661644
- 『森有正先生のこと』（筑摩書房） 2003 ISBN 4480814558
- 『美しい書物』（みすず書房、大人の本棚） 2011 ISBN 9784622080961

## 主な装幀書
- 『蜜のあはれ』[3]（室生犀星、新潮社） 1959
- 『濃灰色の魚』（森茉莉、筑摩書房） 1959
- 『晩年の父 犀星』（室生朝子、講談社） 1962
- 『15年目のエンマ帖』（臼井吉見、中央公論社） 1962
- 『わが性の白書』（中村光夫、講談社） 1963
- 『往還の記 - 日本の古典に思う』（竹西寛子、筑摩書房） 1964
- 「講談社 名著シリーズ」（小林秀雄ほか、講談社） 1966
- 『思想との対話』（桑原武夫ほか、講談社） 1967
- 『バビロンの流れのほとりにて』（森有正、筑摩書房） 1968
- 『フィレンツェだより』（リルケ、森有正訳、筑摩書房） 1970
- 「海外秀作シリーズ」（講談社） 1970
- 『於雪 土佐一條家の崩壊』（大原富枝、中央公論社） 1970
- 『不良少年』（結城昌治、文藝春秋） 1971
- 『元始､女性は太陽であった - 平塚らいてう自伝』（大月書店） 1971
- 「海外山岳名著シリーズ」（二見書房） 1971 - 1978
- 『小説の題 古山高麗雄随想集』（冬樹社） 1972
- 『表現の場』（粟津則雄、冬樹社） 1972
- 『樹に千びきの毛蟲』（吉行淳之介、潮出版社） 1973
- 『書架記』（吉田健一、中央公論社） 1973
- 「谷崎潤一郎文庫シリーズ」（六興出版） 1973
- 『パリだより』（森有正、筑摩書房） 1974
- 『青幻記 / 海の聖童女』（一色次郎、角川文庫） 1974
- 「釣魚名著シリーズ」（二見書房） 1974
- 「千趣ミニブックス」（千趣会） 1974
- 『モロッコ革の本』（栃折久美子、筑摩書房） 1975
- 「岡本かの子全集」（冬樹社） 1975
- 『雲間の星座』（小川国夫、冬樹社） 1976
- 『富本憲吉模様集成』（六興出版） 1977
- 『ヨーロッパ一等旅行』（辻静雄、鎌倉書房） 1977
- 『吉田健一著作集』（集英社） 1978
- 『深川東入ル - 澤野久雄自選短篇集』（エポナ出版） 1978
- 『壺中庵異聞』（富岡多恵子、集英社文庫） 1978
- 『玩物草紙 特装版』（澁澤龍彦、朝日新聞社） 1979
- 『片方の耳飾り』（杉本苑子、読売新聞社） 1979
- 『歌の王朝』（竹西寛子、読売新聞社） 1979
- 『生命ある限り』（曽野綾子、角川文庫） 1980
- 『愛の歳時記』（嶋岡晨、文化出版局） 1981
- 『歳月切符』（田辺聖子、筑摩書房） 1982
- 『なぞなぞの本』（福音館書店） 1982
- 『六道遊行』（石川淳、集英社） 1983
- 『本の正坐』（寿岳文章、芸艸社） 1986
- 『最後から二番目の毒想』（倉橋由美子、講談社） 1986
- 『雪 古九谷』（高田宏、光文社） 1987
- 『蛇の歌』（石川淳、集英社） 1988